# Édouard Malingié
Édouard Malingié (9 février 1799 - 15 décembre 1852) est un pharmacien français devenu un agronome et un éleveur de renom. Il est le créateur de la race ovine de la Charmoise.

## Biographie
Né à Lille, fils et petit-fils de pharmaciens, Édouard Malingié fait des études de pharmacie à Paris où il est préparateur du chimiste et pharmacien Pierre Joseph Pelletier. Revenu à Lille où il reprend l'officine paternelle, il rentre par son mariage dans une famille d'agriculteurs des environs de Lille, il y prend goût à l'agriculture au point d'acheter une exploitation dans l'Avesnois pour appliquer ses connaissances scientifiques aux pratiques agronomiques. Après la mort de son épouse, il se remarie avec la sœur d'un industriel, Nouel, et découvre le Loir-et-Cher à l'occasion d'un séjour dans une propriété de son beau-frère. En 1835, il fait l'acquisition dans ce département du domaine de la Charmoise dans la commune de Pontlevoy. Il transforme profondément un vaste domaine jusqu'alors composé de bois et de terres très médiocres en faisant appel aux techniques agronomiques déjà éprouvées par les agronomes anglais : drainage, amendements, reconstitution de l'humus grâce aux successions culturales et enfin intégration d'un élevage ovin dans son exploitation.

### L'éleveur sélectionneur
Malingié est un des premiers à avoir rompu avec la conception de "bétail, mal nécessaire" formulée initialement par Lavoisier et en vigueur chez beaucoup de notables agricoles et d'agronomes de son temps, tels que Mathieu de Dombasles, fondateur en 1824 de l'enseignement agricole à Roville. Pour Malingié, l'élevage du mouton n'est plus seulement le pourvoyeur indispensable du fumier, fertilisant et pivot de la constitution du complexe argilo-humique, mais aussi le fournisseur d'une ressource nouvelle, la production bouchère, qu'il va développer au travers de la sélection d'une nouvelle race qui va porter le nom de son domaine.

### Un homme de terrain pionnier de l'enseignement agricole et du développement rural

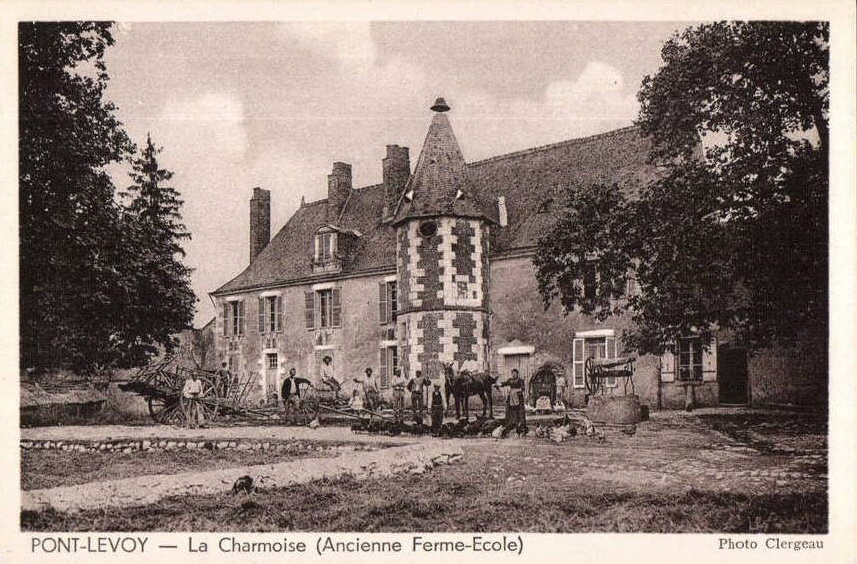
Ancienne ferme-école de La Charmoise

À ses activités agricoles, Malingié ajoute des préoccupations sociales et humanitaires en organisant dans son domaine une colonie d'enfants orphelins ou abandonnés tenue par des religieux et en œuvrant pour améliorer la situation hygiénique et sanitaire des populations locales. Son action rencontre l'adhésion des autres propriétaires et des maires des communes voisines, au point que ceux-ci organisent une souscription publique pour lui remettre une médaille d'or en témoignage de leur reconnaissance, tandis qu'il est décoré de la Légion d'honneur. Il influence les pouvoirs publics en faveur de la création de fermes-écoles dont l'une des premières est installée à La Charmoise en 1847. Il s'y engage personnellement, consacrant ses revenus au fonctionnement de l'établissement et écrivant un ouvrage Considérations sur les bêtes à laine où il qualifie le développement de l'agriculture moderne de « sacerdoce humanitaire ».